# Ягодне (Богородський район)
Ягодне (рос. Ягодное) — присілок в Богородському районі Нижньогородської області Російської Федерації.
Населення становить 30 осіб. Входить до складу муніципального утворення Хвощовська сільрада.

## Історія
Від 2004 року входить до складу муніципального утворення Хвощовська сільрада.

## Населення
| 1999 | 2002 | 2010 |
| ---- | ---- | ---- |
| 50   | ↘44  | ↘30  |